# Hochblassen
L'  Hochblassen    è una montagna alta 2.706 metri, situata nel Wetterstein, in Baviera. Oltre alla cima principale, ha una cima secondaria, la cosiddetta Signalgipfel (in italiano "Cima del segnale"), alta 2.698 metri. L'Hochblassen è la decima vetta più alta della Germania. Fu scalata per la prima volta nel 1871 da Hermann von Barth e Peter Klaisl.

## Geografia
La montagna è composta di calcare del Wetterstein e si trova a circa 4,5 chilometri a est della vetta più alta della Germania, lo Zugspitze. Fa parte della cresta est-ovest dell'Höllentalgrat. Un chilometro a nord-est, separata dalla Grießkarscharte, si trova l'Alpspitze (2.628 m). A nord, fino al Grießkar, la montagna ha una parete molto ripida e frastagliata, alta circa 500 metri. A sud, sopra la valle di Rein, le pareti rocciose raggiungono un'altezza di oltre 900 metri.

## Accesso
L'Hochblassen può essere scalato dal rifugio Höllentalangerhütte (1.381 m) verso nord-ovest attraverso la Grießkarscharte (con cavi di sicurezza) e la Nordgrat attraverso una salita facile, in alcuni punti sono presenti passaggi di difficoltà fino al II grado UIAA. La durata di questo tour è di poco meno alle nove ore. Sui versanti nord e sud della montagna ci sono vie di arrampicata impegnative di difficoltà UIAA V grado e oltre. Inoltre il monte può essere scalato attraverso l'Hochblassen Ostgrat (o Blassengrat), questa cresta è lunga circa 3 km e richiede circa 6 ore. Ci sono tratti classificati come III grado UIAA, ma la maggior parte è di II grado o percorribile a piedi.